# سو صليبا
سو صليبا (بالإنجليزية: Sue Saliba)‏ هي لاعب كرة مضرب أسترالية، ولدت في 14 أكتوبر 1957.

## وصلات خارجية
- سو صليبا على موقع رابطة محترفات التنس (الإنجليزية)
- سو صليبا على موقع الاتحاد الدولي لكرة المضرب (الإنجليزية)
- سو صليبا على موقع خلاصة التنس.كوم (الإنجليزية)